# Alan J. Pakula
Alan Jay Pakula (New York, 7 aprile 1928 – Melville, 19 novembre 1998) è stato un regista, sceneggiatore e produttore cinematografico statunitense.
Regista della Nuova Hollywood, i suoi film più noti sono Tutti gli uomini del presidente (1976), La scelta di Sophie (1982), Presunto innocente (1990) e Il rapporto Pelican (1993).
Le sue pellicole trattano spesso i temi del complotto e dell'intrigo politico.

## Biografia
Pakula nacque nel Bronx, New York, il 7 aprile 1928, figlio di Paul Pakula e di Jeanette Goldstein, ambedue immigrati polacchi di origine ebraica. Studiò drammaturgia presso l'Università Yale. Iniziò la propria carriera nel mondo cinematografico nel reparto animazione della Warner Bros., e nel 1957 passò alla Paramount e produsse il primo film per il grande schermo del regista televisivo Robert Mulligan, Prigioniero della paura, un prodotto a basso costo che ottenne un buon successo e diede inizio ad una proficua collaborazione tra i due, che realizzarono insieme sette film, fra cui Il buio oltre la siepe (1962), vincitore di tre Premi Oscar 1963 su otto nomination.
Nel 1963 sposò l'attrice Hope Lange, dalla quale divorzierà nel 1971; nel 1973 si sposò con Hannah Cohn Boorstin con cui rimase fino alla morte. Nel 1969 esordì a sua volta nella regia con Pookie, interpretato da Liza Minnelli. Viene annoverato tra gli esponenti della "New Hollywood", un gruppo di giovani artisti tra cui Sydney Pollack, Francis Ford Coppola e Martin Scorsese, che cercarono di mettere nei loro film più realismo e trattare di denunce sociali e politiche.
Nel 1971, con Una squillo per l'ispettore Klute, aprì la cosiddetta trilogia della paranoia. Il film ebbe un grande successo di critica e di pubblico, e fruttò anche un Oscar per la miglior attrice protagonista a Jane Fonda. Fece seguito una interessante e sottovalutata pellicola sull'assassinio di John Fitzgerald Kennedy, visto in chiave di cospirazione politica e girato con un linguaggio inedito e originale per l'epoca. Il film, intitolato Perché un assassinio?, uscì nel 1974. La trilogia si chiuse nel 1976 con il film più celebre di Pakula, Tutti gli uomini del presidente, che descrive la vicenda dello scandalo Watergate, basandosi sul famoso libro scritto dai giornalisti Bob Woodward e Carl Bernstein, nella pellicola interpretati rispettivamente da Robert Redford e Dustin Hoffman. Il film ottenne quattro Premi Oscar 1977 su otto candidature.
Nel 1982 arrivò un altro grande successo con La scelta di Sophie, interpretato da Meryl Streep. Pakula diresse poi Un ostaggio di riguardo (1987), tratto dal dramma teatrale di Lyle Kessler, con Albert Finney e Matthew Modine. Negli anni novanta girò due thriller basati su best seller di narrativa giudiziaria: Presunto innocente (1990), tratto da un romanzo di Scott Turow, e Il rapporto Pelican (1993), tratto invece da un libro di John Grisham. Il suo ultimo film L'ombra del diavolo, uscito nel 1997, ebbe come protagonisti Harrison Ford e Brad Pitt e affrontò il problema del terrorismo irlandese.
Giovedì 19 novembre del 1998, all'età di 70 anni, partito da New York con la sua automobile diretto alla casa di vacanza di East Hampton, percorrendo la Long Island Expressway nella zona di Melville, rimase vittima di un singolare incidente stradale: un tubo di metallo scagliato da un'auto in corsa proveniente dalla parte opposta si conficcò nel suo parabrezza, uccidendolo sul colpo.

## Filmografia

### Regista
- Pookie (The Sterile Cuckoo) (1969)
- Una squillo per l'ispettore Klute (Klute) (1971)
- Amore, dolore e allegria (Love and Pain and the Whole Damn Thing) (1972)
- Perché un assassinio (The Parallax View) (1974)
- Tutti gli uomini del presidente (All the President's Men) (1976)
- Arriva un cavaliere libero e selvaggio (Comes a Horseman Wild and Free) (1978)
- E ora: punto e a capo (Starting Over) (1979)
- Il volto dei potenti (Rollover) (1981)
- La scelta di Sophie (Sophie's Choice) (1982)
- Dream Lover (1986)
- Un ostaggio di riguardo (Orphans) (1987)
- Ci penseremo domani (See You in the Morning) (1989)
- Presunto innocente (Presumed Innocent) (1990)
- Giochi d'adulti (Consenting Adults) (1992)
- Il rapporto Pelican (The Pelican Brief) (1993)
- L'ombra del diavolo (The Devil's Own) (1997)

### Produttore
- Prigioniero della paura (Fear Strikes Out), regia di Robert Mulligan (1957)
- Il buio oltre la siepe (To Kill a Mockingbird), regia di Robert Mulligan (1962)
- Strano incontro (Love with the Proper Stranger), regia di Robert Mulligan (1963)
- L'ultimo tentativo (Baby the Rain Must Fall), regia di Robert Mulligan (1965)
- Lo strano mondo di Daisy Clover (Inside Daisy Clover), regia di Robert Mulligan (1965)
- Su per la discesa (Up the Down Staircase), regia di Robert Mulligan (1967)
- La notte dell'agguato (The Stalking Moon), regia di Robert Mulligan (1968)
- Pookie (The Sterile Cuckoo) (1969)
- Una squillo per l'ispettore Klute (Klute) (1971)
- Amore, dolore e allegria (Love and Pain and the Whole Damn Thing) (1972)
- Perché un assassinio (The Parallax View) (1974)
- E ora: punto e a capo (Starting Over) (1979)
- La scelta di Sophie (Sophie's Choice) (1982)
- Dream Lover (1985)
- Un ostaggio di riguardo (Orphans) (1987)
- Ci penseremo domani (See You in the Morning) (1989)
- Giochi d'adulti (Consenting Adults) (1992)
- Il rapporto Pelican (The Pelican Brief) (1994)

### Sceneggiatore
- La scelta di Sophie (Sophie's Choice) (1982)
- Ci penseremo domani (See You in the Morning) (1989)
- Presunto innocente (Presumed Innocent) (1990)
- Il rapporto Pelican (The Pelican Brief) (1994)